# ジョン・デ・ハート
ジョン・デ・ハート（英: John De Hart、1727年7月25日 - 1795年6月1日）は、ニュージャージー植民地のエリザベス出身の弁護士、法学者、政治家である。ニュージャージーの代表として1774年と1775年の大陸会議に出席した。

## 生涯
デ・ハートはエリザベスタウン（今日のエリザベス）でジェイコブ（1699年 - 1777年）とアビゲイル・クレインのデ・ハート夫妻の息子として生まれた。法律を学び、1770年に法廷弁護士として認められた。サラ・ダグワーシーと結婚し、8人の子供（ジョン、ジェイコブ、マティアス、スティーブン、サラ、アビゲイル、ジェーン、ルイーザ）が生まれた。
1774年、第1次大陸会議の代議員に指名された。デ・ハートは輸入停止協定（同盟規約）とイギリス国王に対する最初の誓願を支持したが、イギリスとの和解を求めていた。1775年の第2次大陸会議にも代議員に選ばれたが、イギリスとの食い違いが鮮明になるにつれて、会議はより厳しい選択をするようになった。デ・ハートは最終的に1775年11月13日、ニュージャージー議会に辞表を書き、これが11月22日に受理された。
1776年、ニュージャージーは独立政府を作り上げ始めた。デ・ハートは準備会議に出席し、ニュージャージー憲法を起草する委員会の委員を務めた。同年9月4日にはニュージャージー最高裁判所勤務に指名されたが、法律実務を続ける方を選んだ。1777年2月、デ・ハートが裁判所に出廷しないために、ウィリアム・リビングストン知事はデ・ハートを解任した。
デ・ハートの最後の公的生活は、エリザベスタウンの市長を務めたことだった。1789年11月に選出され、これを死ぬまで務めた。デ・ハートは1795年に自宅で死去し、エリザベスのセントジョン聖公会教会墓地に埋葬されている。デ・ハートが1766年に建て、その後29年間生活した自宅は「デ・ハート・ハウス」と呼ばれ、エリザベスのラーウェイ通りとチェリー通りの門に今も立っている。